# جیانیس کاراجیانیس
جیانیس کاراجیانیس (به انگلیسی: Giannis Karagiannis) (زاده ۲۵ ژوئیه ۱۹۹۴) خواننده قبرسی است.
او در مسابقه آواز یوروویژن ۲۰۱۵ نماینده قبرس بود.